# Estadio Municipal del Cantón Yantzaza
El estadio Municipal de Yantzaza es un estadio multiusos. Está ubicado en el barrio San Pedro de la ciudad de Yantzaza, provincia de Zamora Chinchipe. Fue inaugurado en el 1 de enero de 1990. Es usado para la práctica del fútbol. Tiene capacidad para 3000 espectadores.

## Historia
Desempeña un importante papel en el fútbol local, ya que los clubes yantzacenses como el Club Deportivo Primero de Mayo o el Club Deportivo Ciudad de Yantzaza hace de local en este escenario deportivo, que participa en el Campeonato Provincial de Segunda Categoría de Zamora Chinchipe.
El estadio es sede de distintos eventos deportivos a nivel local, ya que también es usado para los campeonatos escolares de fútbol que se desarrollan en la ciudad en las distintas categorías.

## Galería

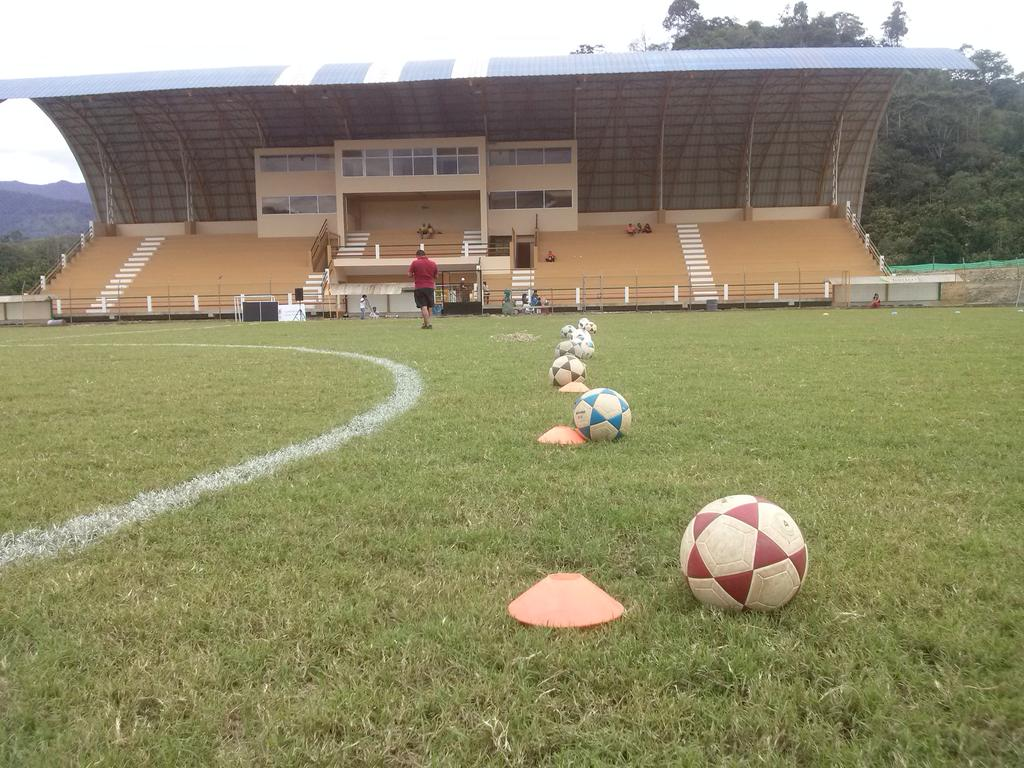
Tribuna principal (vista frontal)
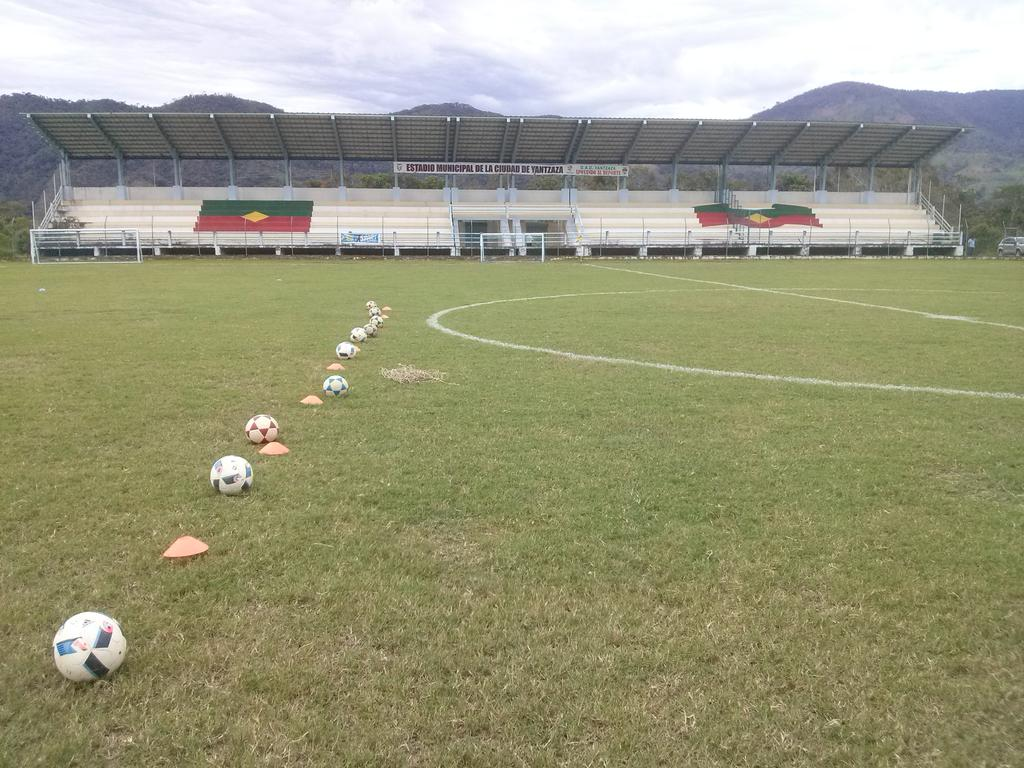
Preferencia (vista frontal)
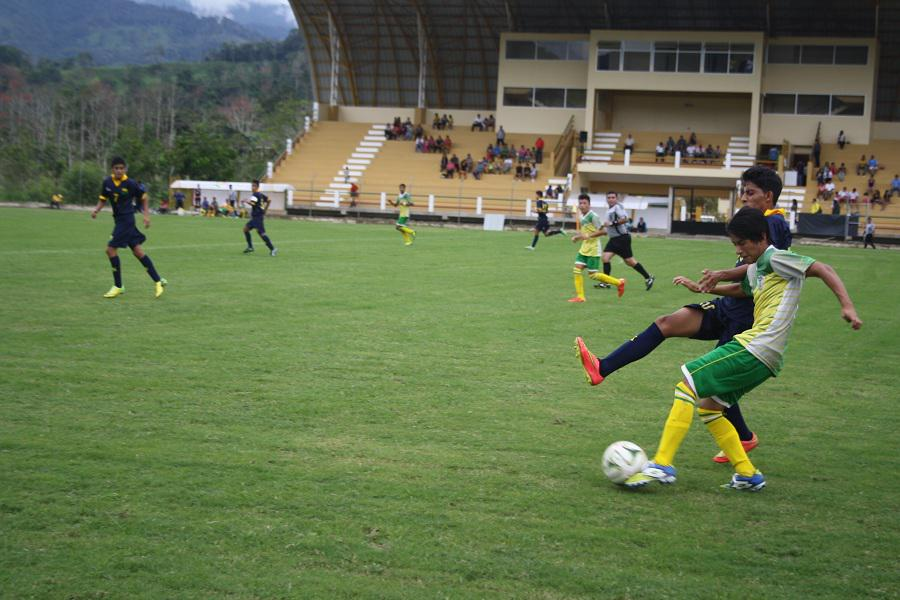
Partido amistoso
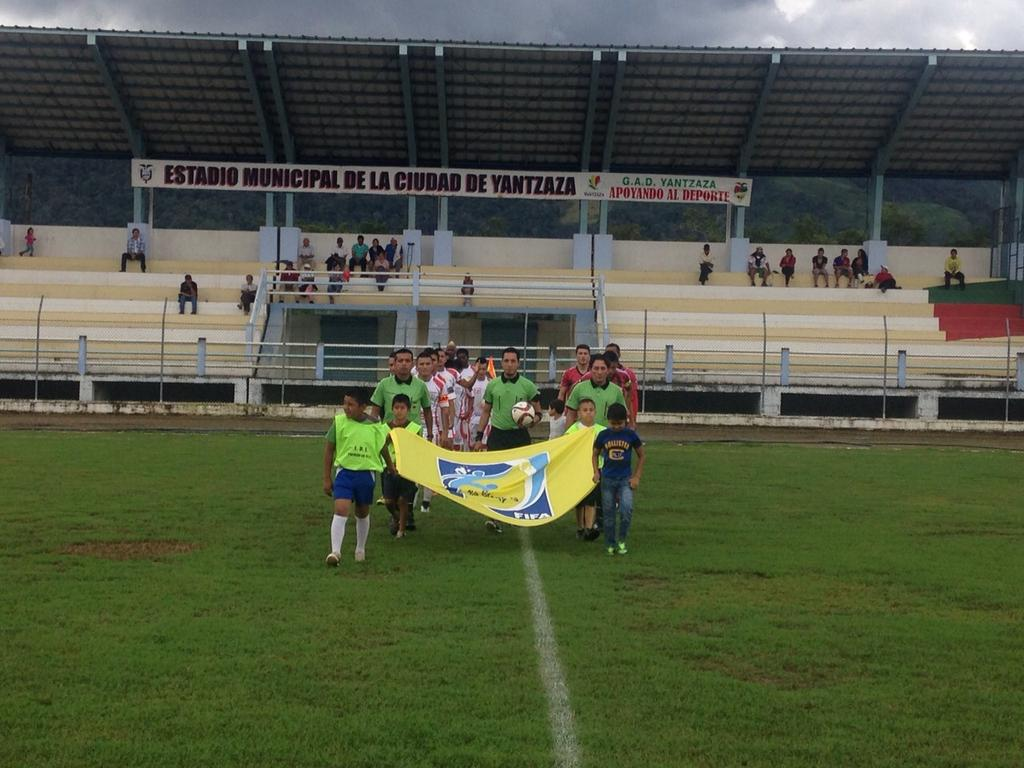
Preferencia (vista frontal)